# Werner Schmidt (Maler, 1953)
Werner Schmidt (* 1953 in Oppenau) ist ein deutscher Maler.

## Leben
Die Familie Werner Schmidts führte einen Malerbetrieb. Schmidt studierte von 1972 bis 1977 Grafikdesign an der Fachhochschule für Gestaltung in Pforzheim, bei Jürgen Brodwolf und Hans Baschang. 1983 heiratete er die Künstlerin Gabi Streile, mit der er zwei Töchter hat, geboren 1985 und 1987. Seit 1985 ist er als Maler tätig. Schmidt war Stipendiat der Kunststiftung Baden-Württemberg 1989, hatte 1995 ein Stipendium des Landes Baden-Württemberg für die Cité des Arts, Paris und bekam im Jahr 2000 das Karl-Rössing-Reisestipendium der Bayerischen Akademie der Schönen Künste, München. Weitere Arbeitsaufenthalte verbringt er in den USA, Marokko und Finnland. Von 1995 bis 1996 lehrte er Malerei an der Universität Mainz, seit 2009 forscht er im Bereich Bildende Kunst an der Universität Freiburg. Im Jahr 2017 malte er im Auftrag des Abgeordnetenhaus von Berlin das Porträt des Berliner Ehrenbürgers Dr. Wolfgang Schäuble, 2020 porträtierte er die Offenburger Oberbürgermeisterin Edith Schreiner, 2023 den Biberacher Landrat Heiko Schmid. Werner Schmidt ist Mitglied im Künstlerbund Baden-Württemberg, dort 2008 bis 2016 als geschäftsführendes Mitglied, im Plakatwandkunst e. V., sowie im Bundesverband Bildender Künstler. Er lebt in Oberkirch, mit Ateliers in Offenburg und Berlin.

## Werk

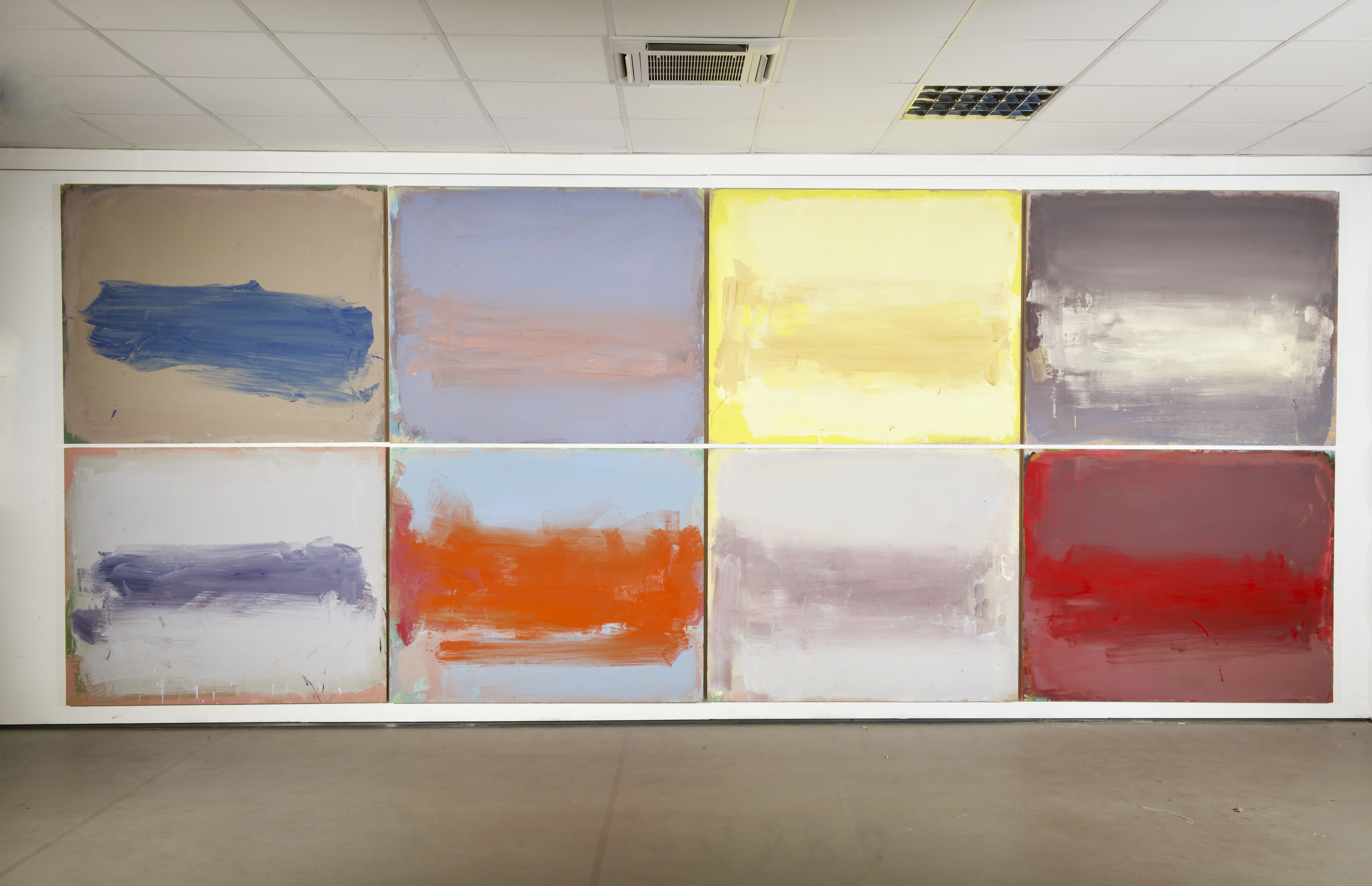
Werner Schmidt, Diaphan/adiaphan, 2023, 8 Bilder aus der Reihe, je 130 × 160 cm, Mischtechnik auf MDF/Eiche

Im Vordergrund der Malerei Werner Schmidts stehen der malerische Gestus und die Farbe, seine Arbeit ist dem Informel zuzuordnen. Gleichwohl malt er fast jeden Tag Äpfel. Für seine vorwiegend gegenstandslosen Kompositionen verwendet er hauptsächlich Pigmente, die ihm aus Beständen des einstigen Malerbetriebs der Familie zur Verfügung stehen.
Seit 1971 beschäftigt Schmidt sich mit dem Werk des irischen Dichters James Joyce, insbesondere mit dessen Roman Ulysses. Er besuchte die fiktiven Originalplätze der Geschichte in Dublin, nutzte unter anderem ein Stipendium an der Cité des Arts in Paris 1996, um den Roman nach den dort zitierten Farben zu durchsuchen, die er in eine Grafik umsetzte und malte ein achtteiliges Bild, das sich auf den inneren Monolog des Stephen Dedalus bezieht.

## Preise und Auszeichnungen
- 1989: Stipendium der Kunststiftung Baden-Württemberg[3]
- 1993: 6-monatiger Arbeitsaufenthalt in New York
- 1995: Stipendium des Landes Baden-Württemberg für die Cité des Arts, Paris[4]
- 1999: Arbeitsaufenthalt in Marokko[4]
- 2000: Arbeitsaufenthalt in Finnland[4]
- 2000: Karl-Rössing-Reisestipendium der Bayerischen Akademie der Schönen Künste, München.[5]
- 2016: ART Karlsruhe, Preisträger des Landes Baden-Württemberg und der Stadt Karlsruhe[15]
- 2023: Stipendium Stiftung Bartels Fondation, Basel[16]

## Ausstellungen
- 2023: Werner Schmidt zum 70. Geburtstag, Galerie Rottloff, Karlsruhe, (solo)[17]
- 2023: Night and Day, Gabi Streile und Werner Schmidt, Kunst im Rathaus, Walldorf[18]
- 2023: Der Rote Salon, Villa Rot, Burgrieden-Rot, mit Galerie Wohlhüter
- 2022: Komplementär, Galerie Monica Ruppert, Frankfurt (mit Gabi Streile)
- 2022: Feier zum Vierzigsten, Städtische Galerie Oberkirch[19]
- 2021: Masken, Gesellschaft der Freunde Junger Kunst Baden-Baden
- 2021: Strawberry Fields, Altes Rathaus Oberkirch[20]
- 2020: Day and Night, Night and Day, Galerie Wohlhüter, Thalheim (mit Gabi Streile)[21]
- 2019: „2:2“, Stiftung Abt, Stuttgart (mit Gabi Streile, sowie den Bildhauern Jürgen Knubben und Rudolf Wachter)
- 2018: Kunstverein Marburg, Malerei und Skulptur (mit Werner Pokorny)[22]
- 2018: Raum, Kunstverein Kunsthaus Potsdam, (mit Gabi Streile und Werner Pokorny)
- 2018: Vom Norden und Süden, Stiftung Burg Kniphausen, Wilhelmshaven (mit Gabi Streile)
- 2017: 30 Jahr Retour de Paris, Centre Culturel Francais, Stuttgart[23]
- 2017: Fleurs en liesses, Musée PASO, Drusenheim (F)
- 2016: Komplementär, Kunstverein Offenburg-Mittelbaden (mit Gabi Streile)
- 2016: ONE ARTIST Präsentation auf der Art Karlsruhe: Preisträger mit der Galerie Wohlhüter[24]
- 2016: Panorama, Schlüsselbilder zur Kunst des 20. Jahrhunderts in Mitteleuropa, Museum für aktuelle Kunst – Sammlung Hurrle, Durbach
- 2016: Kunst hilft!, Altes Rathaus Oberkirch[25]
- 2015: Linie, Fläche, Raum, Galerie Tammen & Partner, Berlin (mit Werner Pokorny)
- 2015: Schmidt/Strieder, Galerie Wohlhueter, Thalheim, (solo)
- 2015: Time in Color, Howard Scott Gallery, New York, (solo)[26]
- 2015: Flagge zeigen, 60 Jahre Gesellschaft der Freunde junger Kunst, Baden-Baden
- 2014: Schmidt malt noch, Gesellschaft der Freunde junger Kunst, Altes Dampfbad Baden-Baden, (solo)[27]
- 2013: 'Howard Scott Gallery, New York, (solo)
- 2013: Galerie Netuschil, Darmstadt (mit Gabi Streile)
- 2013: Galerie Rottloff, Karlsruhe (mit Gabi Streile)
- 2013: Galerie Meier, Freiburg, (solo)
- 2013: Profile in der Kunst, Museum für aktuelle Kunst – Sammlung Hurrle, Durbach (mit Armin Göhringer)
- 2011: Späte Rosen, frühe Himmel, Galerie Arthea, Mannheim (mit Gabi Streile)
- 2011: Natürlich, Galerie Meier, Freiburg (mit Gabi Streile)
- 2010 Fremde Heimat, Kunsthalle Mannheim[28]
- 2010: Schmidt: Malen!, Kulturförderkreis Kißlegg (Rudolf-Wachter-Stiftung)
- 2010: New Paintings, Howard Scott Gallery, New York, (solo)
- 2010: Eur´art, Anciens abbatoirs, Erstein (F), (mit Daniel Depoutot und Gabi Streile)
- 2009: Weatherreport; Kunstverein Würzburg, (solo)
- 2009: dto, Galerie Lea, München, (solo)
- 2009: Kunstkreis Tuttlingen (mit Gabi Streile)
- 2009: Galerie Tammen, Berlin (mit Gabi Streile und Jörg Bach)
- 2009: Kunsthalle Altdorf, (solo)
- 2009: Galerie Rottloff, Karlsruhe (mit J. Czichon und W. Pokorny)
- 2009: Scott Gallery, New York (mit Sati Zech)
- 2007: Gabi Streile/Werner Schmidt, Malerei, Galerie am Hauptplatz, Fürstenfeldbruck
- 2007: „Berlin skies“, Howard Scott Gallery, New York, (solo)
- 2007: Galerie Wohlhüter, Thalheim, (solo)
- 2006: Salü Weiz, Kunsthaus Weiz (A)
- 2006: Poems on paper, Howard Scott Gallery, New York
- 2006: Weltanschauung, Museum der Stadt Palermo (I) und UNO-Gebäude, New York
- 2005: Galerie Meier, Freiburg, (solo)
- 2005: Berlin Blues Howard Scott Gallery, New York, (solo)
- 2005: Barbara Gillman Gallery, Miami (mit Judith Page und Bob Thiele)[29]
- 2005: Art Basel Safari; - Galerie Tammen, Berlin, (solo)
- 2004 Yes, I will, yes., Galerie Rottloff, Karlsruhe, (solo)
- 2004 Experimentelle, Schloß Randegg
- 2004 Künstlerbund Baden-Württemberg, Württembergischer Kunstverein, Stuttgart
- 2004 Landschaft, Museum Schloß Ettlingen
- 2004 Joyce in Art, Ausstellung zum 100. Jahrestag des Ulysses, Royal Hibernian Academy, Dublin[30]
- 2003: Import-Export, Museum im Ritterhaus, Offenburg, (solo)
- 2003: Galerie Meier, Freiburg, (solo)
- 2002: Howard Scott Gallery, New York, (solo)
- 2001 Verreist, Kunstverein Bruchsal, (solo)
- 2000 20 und 1 Nacht, Galerie ka, Schaffhausen (CH), (mit Gabi Streile)
- 2000 Howard Scott Gallery, New York, (solo)
- 1999: ein Maler aus Baden, Galerie des Künstlertreffs, VBKW, Stuttgart, (solo)
- 1999: Malen, Malen, Galerie im Torschloß, Kunstverein Tettnang (mit Gabi Streile)
- 1998: Schwarzwald – Paris – Forêt Noire, Centre Culturel Francais Karlsruhe, (solo)
- 1998: Galerie Spiess, Zürich (mit Rainer Braxmaier)
- 1998: Malboro, Galerie im Griesbad, Ulm
- 1998: Ich male gern, Kunstverein Kirchzarten, (solo)
- 1998: Südlich, kommunale Galerie des Bezirksamts Pankow von Berlin (mit Gabi Streile und Rainer Braxmaier)
- 1997: Pariser – und andere Bilder, Kunstverein Offenburg-Mittelbaden (solo)
- 1997: Gallery Howard Scott, New York, (solo)
- 1996: Bürgerhaus Sulzfeld (mit Harald Kille)
- 1996: Galerie ka, Schaffhausen (CH), (solo)
- 1995: Kleine (T)räume, Galerie Györfi, Herrenberg, (solo)
- 1995: Zehnthaus Jockgrim, (mit Armin Göhringer und Gabi Streile), (solo)
- 1995: Galerie Wild, Lahr, (solo)
- 1994: Forse che si forse che no, Gesellschaft der Freunde Junger Kunst, Baden-Baden, (solo)
- 1994: jäzt, Badischer Kunstverein, Karlsruhe
- 1993: New York Paintings, Gallery Howard Scott, New York (mit Levent Tuncer)
- 1993: Kunst aus Sachsen und Baden-Württemberg, Nationalgalerie Sofia, Goethe-Institut Athen
- 1993: Galerie E + E Schneider, (solo)
- 1992: Epiphania, Asperger Gallery Knittlingen, Strasbourg, (solo)
- 1992: Galerie Nicole Bellier, Paris (mit Werner Schaub und Ostovani)
- 1991: Galerie Transit / Hotel du Dragon, Strasbourg, (solo)
- 1991: Galerie Golart, München, (solo)
- 1991: Haus der Kunststiftung, Stuttgart (mit Johannes Pfeiffer)
- 1989: Künstlerhaus Karlsruhe (mit Ihle und Nepita)
- 1989: außen innen, Galerie im Stettener Schlößchen, Lörrach (mit Streile).
- 1988: Städtische Galerie im Schwarzen Kloster, Freiburg (mit Ihle und Nepita)
- 1988: Raumbilder, Kunstraum im Klapperhof, Köln, (solo)
- 1988: Raumbilder, Galerie E + E Schneider, Ottersweier, (solo)